# Prolaps kravje nožnice
Prolaps (tudi zdrs, zdrk, izpad in prolapsus) kravje nožnice ali vagine je stanje nenormalno (abnormalno) nameščene (prolapsirane) nožnice pri kravah. V večini primerov do prolapsa nožnice pride v času blizu kotitive, četudi je znanih nekaj primerov vaginalnega prolapsa, kjer so bile prizadete mlajše in nebreje živali. Drugi, manj pogost, a resnejši reproduktivni prolaps goveda je tako imenovan prolaps kravje maternice, kjer je prolapsirana maternica.

## Značilnosti
Do bovinega prolapsa nožnice pride, ko je krava blizu kotitve, v zadnjih fazah kravine brejosti (navadno v zadnjem trimesečju). Včasih se zgodi, da hkrati zdrsne tudi maternični vrat, takšno stanje pa poznamo pod imenom prolaps kravje nožnice in vratu. Občasno prolapsirana nožnica s seboj povleče sečni mehur.
Zdrsnjena nožnica je videti kot rožnata masa tkiva, ki sega ven iz kravjega telesa. Intenziteta tega stanja se zelo razlikuje pri obolelih posameznikih; tako pri nekaterih izpostavljena vagina doseže velikost velikega sadeža citrusa, medtem ko je drugod prolapsirana vagina velika kot nogometna žoga. Včasih se zdrknjena nožnica skrči, ko se krava vstane, saj se na tak način zmanjša pritisk na telo.

## Vzrok
Do prolapsa nožnice pride zaradi zvišanega tlaka v trebušni (abdominalni) votlini krav. Intenzivnejše proizvajanje estrogena in visoke ravne relaksina prav tako igrajo pomembno vlogo, saj oba omenjena hormona vodita v ohlapnejše ligamente (vezi) in šibkejše mehko tkivo medeničnega obroča ter perineja.
Obstaja več dejavnikov, ki lahko vplivajo na pojavljanje vaginalnega prolapsa pri govedu. Pokazano je bilo, da imajo krave, ki se pasejo na travnikih z deteljo, višjo možnost pojava prolapsa nožnice v času blizu kotitve. To naj bi bila posledica fitoestrogenov, ki nastajajo, ko se krava hrani na takšnih pašnikih. Drug način zniževanja tveganja za pojav prolapsa je nadziranje kravine teže, saj so pretežke krave v zadnjem trimestru svoje brejosti pogosto podvržene zdrsu nožnice.
Krave, breje z dvojčki, starejše breje krave, zebu (Bos indicus) in krave v stajah so bolj podvržene doživljanju vaginalnega prolapsa. Med dejavnike tveganja sodita tudi travma in kašljanje.

## Zdravljenje
Prolapsirana nožnica se mora zdraviti čim prej, saj se lahko izpostavljena masa vaginalnega tkiva okuži, pretirana izpostavljenost okoljskim dejavnikom (kot so prst, prah, sončni žarki, vročina, mraz ipd.) pa vpliva na kravino telesno stanje. Druga težava je omejen dotok krvi do prolapsiranega tkiva, kar vodi v zatekanje nožnice in oteži ustrezno zdravljenje. Velika zdrsnjena vagina pritiska na sečne poti in zato krave težje urinirajo oziroma tega sploh ne morejo. Nožnično tkivo, ki je bilo izpostavljeno preveč časa, se lahko posuši ali poškoduje.
Nožnični prolaps pri govedu navadno ni tako nevaren kot prolaps kravje maternice in večji delež obolelih krav ni življenjsko ogroženih. Pri zdravljenju prolapsirane nožnice je kravo treba privezati in omejiti njeno gibanje, nakar se živali aplicira epiduralni anestetik. Izpostavljeno tkivo se nato umije s toplo vodo, namaže z lubrikantom in poprši z blagim razkužilom, saj so takšne krave pogosto podvržene raznim okužbam. V nekaterih primerih se priporoča, da se kravi pred samim postopkom izprazni mehur. Sledeči korak je vnovično nameščanje izpostavljene nožnice in šivanje tkiva okoli kravine vulve, da ne bi prišlo do ponovnega prolapsa v kratkem času po zdravljenju. Šive je treba odstraniti pred naslednjim kotenjem.

## Prognoza
Prognoza je navadno dobra, če krava preživi sam poseg in sledeče dneve. Pri neustreznih postopkih zdravljenja živali pogosto dobijo peritonitis in raztrganine nožnične stene. Največji problem predstavlja ponavljanju podvržena narava vaginalnih prolapsov, saj ima krava, ki je to stanje že doživela, večjo možnost za pojav prolapsa ob naslednji brejosti.
S pojavljanjem prolapsa nožnice so povezani tudi genetski dejavniki, saj je za potomce krav, ki so večkrat doživele zdrs nožnice, značilno, da se to dogaja tudi njim. V praksi se navadno takšne živali loči od drugih in ne uporablja za parjenje. Smernica velja za oba spola, saj lahko biki mater s ponavljajočimi prolapsi prenesejo podedovano lastnost na svoje potomce.

## Pojavljanje
Do prolapsa nožnice pogosto pride pri kravah, pa tudi ovcah in včasih svinjah. Podobno stanje je značilno za psice.

## Diferencialna diagnoza
Podobno stanje, ki je prav tako povezano s prolapsom kravinih reproduktivnih organov, je tako imenovani prolaps kravje maternice, kjer iz telesa zdrsne maternica. Do tega navadno pride nekaj ur po kotitvi. Tovrstni prolaps je pri govedu redkejši in v nekaterih primerih lahko vodi v smrt. Stanje potrebuje takojšnje ukrepanje, ki je bodisi reponiranje (vnovično nameščanje) bodisi amputiranje maternice in v hudih primerih evtanazija, kajti nezdravljena krava lahko umre zaradi šoka ali postane neplodna.